# Le Cambout
Cambout (bret. Ar C'hembod) – miejscowość i gmina we Francji, w regionie Bretania, w departamencie Côtes-d’Armor.
Według danych na rok 1990 gminę zamieszkiwało 549 osób, a gęstość zaludnienia wynosiła 30 osób/km² (wśród 1269 gmin Bretanii Cambout plasuje się na 803. miejscu pod względem liczby ludności, natomiast pod względem powierzchni na miejscu 547.).